# Morning Star (tidning)
Morning Star (MS) är en vänsterorienterad dagstidning i Storbritannien, och som andra sådana kommer den ut sex dagar i veckan, måndag till lördag.

## Historia
MS grundades 1 januari 1930 med namnet Daily Worker som den kallades fram till 1966, men dess historia och föregångare sträcker sig 150 längre bakåt, en historia i motvind.
- 1930-1942 vägrade tidningsgrossisterna att distribuera tidningen.

- 1940-1941 förbjöd inrikesministern, Herbert Morrison tidningen.

- 1941 förstördes kontoren av Adolf Hitlers bomber, men återuppbyggdes efter insamlingar bland läsarna.

- 1945, efter andra världskrigets slut, bojkottade annonsörer tidningen i flera år.

- Under 1950-talet vägrade kommersiella TV-kanaler att visa annonser för tidningen.

Brittiska staten har alltid vägrat annonsera i den, med undantag för några år på 1970-talet efter omfattande protester.

## Källhänvisningar
1. ↑  ”Concise History of the British Newspaper in the Twentieth Century”. The British Library Board. Arkiverad från originalet den 18 maj 2015. https://web.archive.org/web/20150518092111/http://www.bl.uk/reshelp/findhelprestype/news/concisehistbritnews/britnews20th/index.html. Läst 7 maj 2015.